# 道の駅ばとう
道の駅ばとう（みちのえき ばとう）は、栃木県那須郡那珂川町にある国道293号の道の駅である。

## 施設
主要施設は観光センターと物産販売施設となっている。2014年4月26日、レストランばとうから出火し馬頭むらおこしセンターが全焼している。那珂川町観光センターは延焼を免れた。同年5月1日、仮設テントで農産物の直売を再開した。2015年4月10日、新装オープンした。
- 駐車場（普通車59台、大型車6台、身体障害者用3台）
- きよらかトイレ（男14、女8、身体障害者用2）
- 公衆電話
- 那珂川町観光センター
  - インフォメーション
  - アイス工房 武茂の里
- 馬頭むらおこしセンター
  - 物産販売施設
  - レストランばとう

## アクセス
- 国道293号
  - 栃木県道52号矢板那珂川線

## 駅周辺
- 栃木県道27号那須黒羽茂木線
- 那珂川警察署